# Юнашки легион
Юнашкият легион или Първа юнашка рота е военно формирование на Македоно-одринското опълчение, съставено главно от доброволци от Юнашките дружества в България. Формирано е в местността Лагера, София, след 7 октомври 1912 година от около 205 юнаци от Оряхово, Велико Търново, Варна, Пазарджик, Ихтиман, Горна Оряховица, Ямбол, Русе, Лом, Добрич, Севлиево, Луковит, Търговище, Разград и Стара Загора.
Юнашкият легион е приет от Щаба на армията и получава статут на рота. Легионът е включен в 12-а лозенградска дружина – ІІІ бригада на Македоно-одринското опълчение командвано от генерал Никола Генев, а сред командирите са майор Петър Дървингов, подполковник Александър Протогеров и Трифон Кунев.

## Команден състав
- Ротен командир: Подпоручик от Швейцарската армия Луи Айер
- Знаменосец на легиона: Иван Николов от Варна с подгласници Христо Василев и Сотир Ганев
- Помощник-командир: фелдфебел Никола хаджи Колев
- Взводни командири: Славчо Кацаров, Йосиф Буреш, Александър Димитров, Васил Генев
- Лекар на легиона: д-р Казимир Цекорич от Хърватско[1]

## Боен път
Юнашкият легион влиза в бой за град Кърджали на 2 ноември 1912 година, на 5 ноември за Мастанлъ – Момчилград, на 6 ноември при Махмудлар и Узун Химитлер. На 7 ноември участва в завладяването на Балкан тореси, а на 10 ноември в пленяването на Явер паша. През декември Юнашкия легион взима участие в битките при Малгара и Кешан, а през януари 1913 година е в охраната на Мраморно море. В подкрепа на Седма пехотна рилска дивизия защитава Шаркьой при десанта на турските войски. Между 29 януари и 22 април 1913 година отбранява брега от Лимни Бурну до Мерефте.
През Междусъюзническата война Легионът участва в тежките сражения за Султан тепе, при Драмча и Дулица. През август 1913 година легионът е демобилизиран.

## Известни доброволци
- Тома Делирадев
- Борю Зевзека

## Памет
В чест на легиона е построен Юнашкият паметник в София през 1930 година.